# Mzungu, Operación Congo
Mzungu, Operación Congo es un programa de televisión emitido en Cuatro desde el 25 de marzo de 2020. El espacio, de tipo docu-reality, trata las dificultades en el desarrollo de una escuela en la República Democrática del Congo.

## Formato
Mzungu, Operación Congo es un espacio llevado a cabo por José Antonio Ruiz Díez. Este aventurero puso en marcha un proyecto educativo en la República Democrática del Congo, uno de los países más violentos y pobres de África, con la construcción de una escuela. Su objetivo es mostrar su desarrollo en televisión, a pesar de situarse en un entorno hostil, destacando momentos emocionantes y divertidos donde también se conocen más detalles de la cultura, fauna y flora del país.

## Episodios y audiencias

### Temporada 1: 2020
| N.º | Fecha de emisión    | Audiencia      | Ref   |
| --- | ------------------- | -------------- | ----- |
| 1   | 25 de marzo de 2020 | 967 000 (5,8%) | [ 3 ] |
| 2   | 1 de abril de 2020  | 926 000 (5,6%) | [ 4 ] |
| 3   | 8 de abril de 2020  | 842 000 (5,2%) | [ 5 ] |
| 4   | 15 de abril de 2020 | 835 000 (5,3%) | [ 6 ] |
| 5   | 22 de abril de 2020 | 869 000 (5,5%) | [ 7 ] |
| 6   | 29 de abril de 2020 | 863 000 (5,5%) | [ 8 ] |

## Audiencia media

### Mzungu, Operación Congo: Temporadas
| Temporada                                  | Programas | Fecha | Cadena | Espectadores | Cuota de pantalla |
| ------------------------------------------ | --------- | ----- | ------ | ------------ | ----------------- |
| Mzungu, Operación Congo: Primera temporada | 6         | 2020  | Cuatro | 884 000      | 5,5%              |